# 科克伦 (佐治亚州)
科克倫（英語：Cochran）是一個位於美國喬治亞州布萊克利縣的城市。根據2010年美國人口普查，該地人口為5150人，而該地的面積約為12.60平方千米。同時該地也是布萊克利縣的縣治。

## 地理
科克倫的座標為32°23′12″N 83°21′02″W / 32.38667°N 83.35056°W，而該地的平均海拔高度為104米（即341英尺）。